# 江州市
江州市，或名江洲市，有时候也使用江城市。是中国大陆电视剧中常见的虚构城市。

## 特征
使用该名多用于反映真实的中国城市，并减少争议，避免地域纷争，大多会对拍摄地的标志性建筑进行回避，以保证剧情及人物具有普遍性，避免地域纷争，有利于在全国播放时被各地观众接受。
现实中名为江州的只有崇左市江州区。另外江西省九江市、重庆市渝中区的旧称为江州。
使用江洲市、江城市的电视剧车牌多为江字开头，还有妻子的秘密（之江市）剧中的车牌也用江字开头。多为江A、江B、江E等。
带有“江”的城市表示该市是一座沿江沿河城市。有些虚构城市虽然不带“江”，但是在大陆小说或电视剧中会指出属于沿江沿河城市。

## 出现过的电视剧

### 江州市（江洲市）
- 《刑警本色》（合肥市拍摄[6]）
- 《红罂粟》（杭州市、上海市、北京市、深圳市等地拍摄）[7]
- 《裸婚时代》（剧中拍摄地点为北京市）[1]
- 《蜗居》（剧中指上海市）[1]
- 《王贵与安娜》[2]
- 《浮沉》[2]
- 《金融危机之迷情姐妹》（北京市拍摄）
- 《心术》（剧中指的是上海市）
- 《保卫孙子》（剧中指的是上海市）
- 《千金归来》（苏州市拍摄）
- 《爱情公寓3》第二十集里，张伟（李佳航饰演）曾宣称自己去江州出差。
- 《他来了，请闭眼》（青岛市拍摄）
- 《X女特工》 整体故事发生在江州，根据情节，认为此江州为当时的北京市。
- 《白夜追凶》
- 《小舍得》（剧中拍摄地为上海市）[8][9]
- 《少年派》（剧中指的合肥市）
- 《聽說你喜歡我》
- 《閃耀的她》（寧波市拍摄）
- 《要久久愛》
- 《半熟男女》

### 江城市
- 《爱的多米诺》（天津市拍摄）
- 《长大》（上海市拍摄，同时有“龙山”等）
- 《青春正能量之我是女神》（宁波市拍摄）
- 《绝爱》（宁波市拍摄，同时有“郦城”）
- 《親愛的爸媽》
- 《別對我動心》

## 類似地點
- 《人民的名義》，京州市，位於漢東省[10]
- 海平市，位於東川省，拍攝地山東青島

## 相关导演、编剧及演员
- 滕华涛导演或监制的电视剧，大多使用“江州”这一地名[2]。